# 叶夫根尼·哈尔岱
叶甫根尼·阿纳耶维奇·哈尔岱（烏克蘭語：Євген Анатольєвич Халдей)，俄语：，1916年3月23日—1997年10月6日）苏联红军海军军官、战地记者和摄影师。第二次世界大战中，他于柏林战役期间拍摄了苏联士兵阿列克谢·普罗科波维奇·别列斯特、米哈伊尔·叶戈罗夫和梅利通·坎塔里亞在纳粹德国柏林国会大厦升旗照片。 

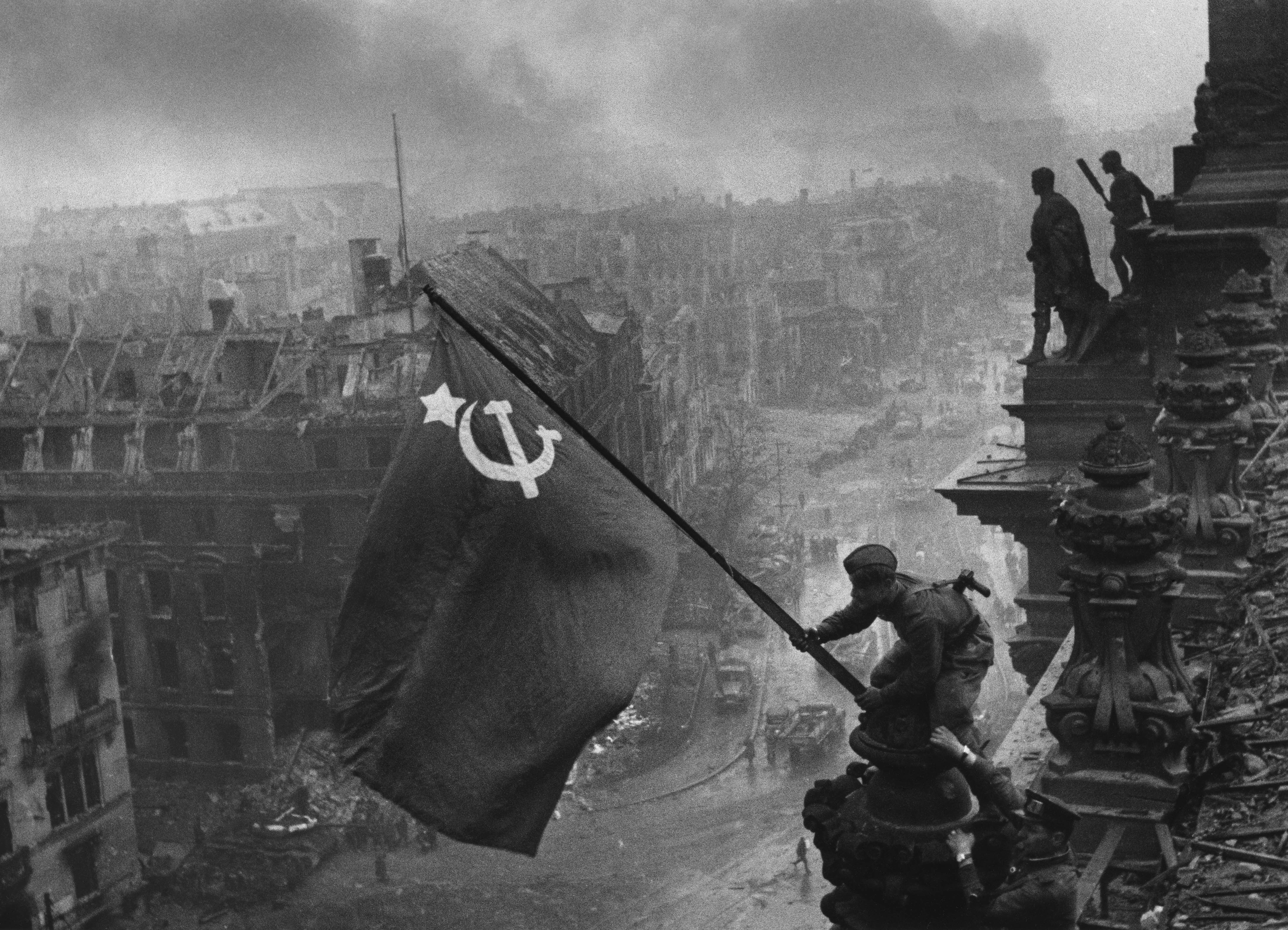
在柏林国会大厦扬起红旗